# Gonzales Franciscus Casteels
Gonzales Franciscus Casteels, mort à Anvers après 1709, est un peintre flamand actif à Anvers. Il est connu pour deux œuvres représentant des scènes de bataille.

## Biographie
On sait très peu de choses sur la vie de Casteels. Sa date et son lieu de naissance ne sont pas connus. Il est probablement un membre de la famille d'artistes Casteels qui a produit un grand nombre de peintres de bataille dans la seconde moitié du XVIIe siècle. Il est admis comme wijnmeester (« maître du vin », c'est-à-dire fils d'un maître) dans la guilde anversoise de Saint-Luc au cours de l'année de guilde 1659–1696. Comme il a déjà réalisé une œuvre signée en 1686, il est probable qu'avant de devenir maître de la Guilde, il ait travaillé dans l'atelier familial.
Il épouse Clara Catharina Smout, la sœur des peintres Lucas Smout le Jeune et Dominicus Smout (en). Par ce mariage, il devient également le beau-frère du peintre Jacob Herreyns l'Ancien (en), époux de la sœur de sa femme. Cette dernière exploite une entreprise d'art et de matériel de peinture dont elle a hérité de ses parents. Son frère Lucas, qui souffre de la goutte et est célibataire, vit avec la famille Casteels. Le couple a deux fils appelés Franciscus et Carolus, qui sont probablement aussi devenus peintres, car leur oncle Dominicus Smout leur a laissé tous ses dessins, croquis et estampes dans son testament de 1742.
L'artiste et son épouse rédigent leur testament le 14 janvier 1709. Les testaments mentionnent qu'ils résident sur le Schoenmarkt à Anvers. C'est la dernière mention connue sur l'artiste.

## Œuvre
Casteels n'est connu que pour deux peintures représentant deux batailles historiques de la Grande guerre turque,.

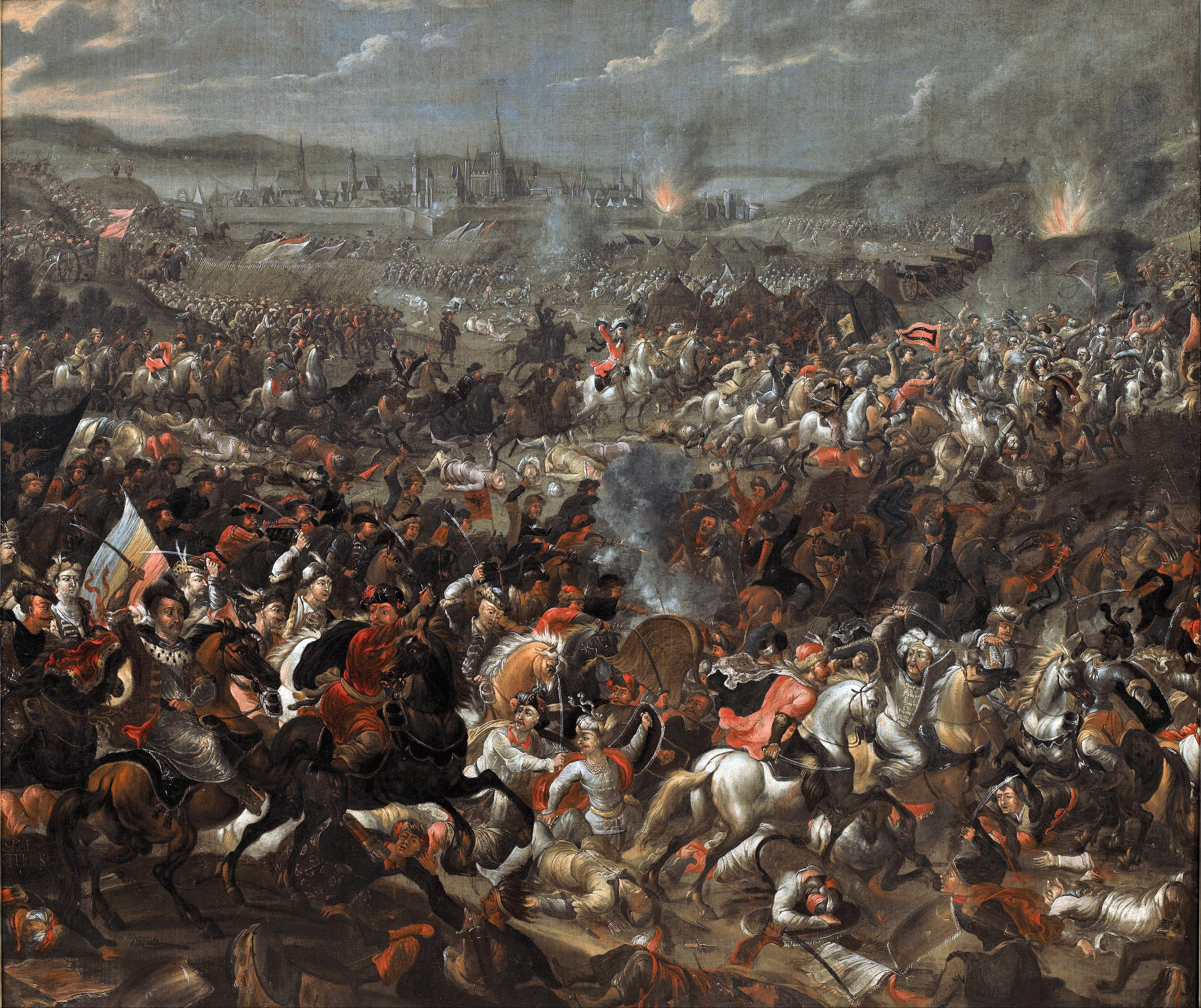
Bataille de Vienne

Le premier tableau représente la Bataille de Vienne (musée du Palais du Roi Jean III à Wilanów). Comme la bataille a eu lieu en 1683, l'œuvre a dû être créée après cette date. Il s'agit d'un des nombreux tableaux peints par des artistes de toute l'Europe pour glorifier la personne et les exploits héroïques du roi Jean III Sobieski de Pologne, commandant en chef lors du secours de Vienne et de la victoire sur les Turcs. Casteels ne semble pas avoir été bien informé de tous les détails de la bataille, car il commet des erreurs importantes, notamment sur l'ordre de bataille, les armes et les bannières.

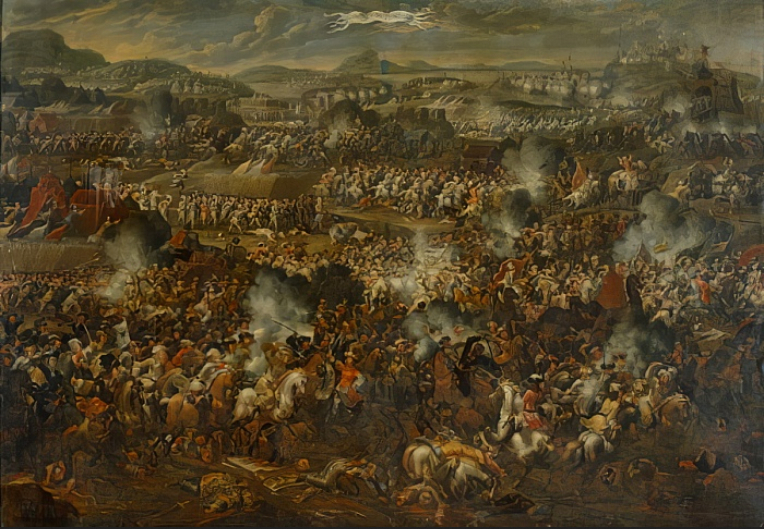
Le secours de la ville d'Esztergom

Le deuxième tableau connu de Casteels représente Le secours de la ville d'Esztergom (vente au Dorotheum de Vienne le 4 octobre 2000, lot 177). Le tableau, signé et daté de 1686, représente la bataille contre les Turcs (de) pour secourir Esztergom (Gran en allemand), aujourd'hui en Hongrie, qui a lieu en août 1685. Les troupes chrétiennes étaient sous le commandement de Charles V de Lorraine et de l'électeur Maximilien-Emmanuel de Bavière. Ce tableau, comme le précédent, offre une vue d'ensemble sur plusieurs plans des combats intenses entre les forces turques et chrétiennes.